# Laiyuan (1887)
Laiyuan (來遠), w starszych systemach transkrypcyjnych spotykanych w literaturze Lai Yuen – chiński krążownik pancerny z końca XIX wieku, jeden z dwóch okrętów typu Jingyuan. Zbudowany w niemieckiej stoczni Vulcan w Szczecinie. Wszedł do służby w 1887 roku. Brał udział w wojnie chińsko-japońskiej, w której został zatopiony w 1895 roku.

## Historia
„Laiyuan” był jednym z nowoczesnych okrętów zamówionych przez Chiny w stoczniach europejskich w ramach polityki tzw. samoumocnienia. Wraz z bliźniaczym „Jingyuan” został zamówiony w niemieckiej stoczni Vulcan w Szczecinie w 1885 roku. Pod koniec tego roku miało miejsce położenie stępki obu okrętów. Krążownik „Laiyuan” został wodowany jako drugi 25 marca 1887 roku. Okręt został ukończony w lipcu 1887 roku. Nazwa „Laiyuan” (來遠) oznaczała „niosący gorliwość”. W starszych publikacjach nazwa była transkrybowana jako „Lai Yuan” Conway’s All The World’s Fighting Ships 1860–1905 ↓, s. 397, „Lai Yuen” lub „Lai-yuen”.

## Skrócony opis
Okręty stanowiły wczesny typ stosunkowo niewielkich krążowników pancernych, z częściowym burtowym pasem pancernym. Kadłub był gładkopokładowy, z dziobnicą taranową. Ich wyporność (bez bliższego określenia w jakim stanie) podawana była jako 2900 ton. Długość całkowita wynosiła 82,4 m, szerokość 11,9 m, a zanurzenie sięgało 5,11 m.
Napęd stanowiły dwie pionowe maszyny parowe potrójnego rozprężania o mocy indykowanej 4400 KM, dla których parę dostarczały cztery kotły parowe, napędzające dwie śruby. „Laiyuan” był nieco szybszy od bliźniaka, rozwijając na próbach 15,75 węzła.
Uzbrojenie główne okrętów tego typu stanowiły dwa działa Kruppa kalibru 210 mm (rzeczywisty kaliber 209,3 mm) umieszczone we wspólnej pancernej barbecie na pokładzie dziobowym, zakrytej od góry lżejszą obrotową osłoną. Większość publikacji podaje długość ich luf jako 35 kalibrów (L/35), lecz były to prawdopodobnie lżejsze działa o długości lufy 22 kalibry i masie 10 ton. Artyleria średnia składała się z dwóch armat kalibru 150 mm Kruppa model 1880 L/35 umieszczonych na sponsonach na burtach.
Artylerię pomocniczą stanowiło prawdopodobnie osiem szybkostrzelnych (QF) lub wielolufowych dział małokalibrowych, w tym dwa działa 47 mm Hotchkissa (być może wielolufowe M1879), pięć wielolufowych działek 37 mm Hotchkiss M1873 (określanych też jako kartaczownice) i jedno działo Kruppa (być może 40 mm). Według niektórych źródeł, po wybuchu wojny z Japonią okręt otrzymał dwa działa szybkostrzelne 50 mm Gruson, a oprócz tego miał wówczas trzy działa 47 mm i 8 niesprecyzowanych kartaczownic. Uzbrojenie uzupełniały cztery stałe wyrzutnie torpedowe kalibru 350 mm dla torped systemu Schwarzkopfa (jedna podwodna na dziobie, jedna na rufie i dwie w burtach).
Opancerzenie stanowił przede wszystkim pas burtowy w rejonie linii wodnej o grubości 240 mm (lub 230 mm) i wysokości 1,8 m. Na krańcach i na dolnej krawędzi grubość pancerza zmniejszała się do 130 mm. Cytadelę o długości 42 m wraz z pasem pancernym tworzyły dwie poprzeczne grodzie grubości 170 mm. Nad nią znajdował się pokład pancerny grubości 37 mm, a na bocznych skosach 76 mm. Barbeta artylerii, gruszkowatej formy w rzucie z góry, była opancerzona płytami grubości 203 mm. Działa ponad barbetą były chronione dachem barbety połączonym ze wspólną maską pancerną grubości 37 mm. Wieża dowodzenia miała ściany grubości 150 mm. Chroniony pancerzem 40 mm był jeszcze szyb windy amunicyjnej.

## Służba
Po ukończeniu, „Laiyuan” z bliźniaczym „Jingyuan” i dwoma zbudowanymi w Wielkiej Brytanii krążownikami  „Zhiyuan” i „Jingyuan” (zbieżność transkrypcji innej nazwy chińskiej), przeszedł w sierpniu 1887 roku na redę Solent pod Portsmouth. 12 września okręty te wyruszyły w podróż do kraju, z chińskimi załogami i w listopadzie dotarły do Amoy, gdzie przezimowały i na wiosnę 1888 roku dołączyły docelowo do Floty Beiyang. Dowódcą „Laiyuan” został Jiu Baoren (dawna transkrypcja: Ch′iu Pao-jen). W Chinach krążowniki zostały przemalowane z szarego koloru, zgodnie z brytyjskim schematem „wiktoriańskim”, na czarny kadłub, białe nadbudówki i żółte kominy.
„Laiyuan” wziął udział w wojnie chińsko-japońskiej. Podczas bitwy u ujścia Jalu 17 września 1894 roku walczył z przeważającymi pod względem nowoczesności i szybkostrzelności artylerii okrętami japońskimi. Gdy ścigał kanonierkę „Akagi”, został przez nią trafiony, w następstwie czego rozległy kilkugodzinny pożar, którego załoga nie umiała opanować, zniszczył kompletnie śródokręcie krążownika. Poniósł straty 10 zabitych i 20 rannych, lecz mimo uszkodzeń zdołał dopłynąć do bazy. Po prowizorycznych naprawach w Port Arturze, „Laiyuan” przeszedł z resztą floty do Weihaiwei i został tam zablokowany przez  flotę japońską.  W nocy 5/6 lutego 1895 został storpedowany w porcie przez japoński torpedowiec „Kotaka” i przewrócił się do gry stępką, grzebiąc większość załogi.